# D.E.V.O.L.U.T.I.O.N.
D.E.V.O.L.U.T.I.O.N. è il decimo album in studio della Thrash metal band tedesca Destruction. È stato pubblicato il 12 agosto 2008 in tutto il mondo su AFM Records e su Candlelight Records negli Stati Uniti. Hanno partecipato all'album artisti come Gary Holt degli Exodus e Jeff Waters degli Annihilator, entrambi impegnati negli assoli di Urge (The Greed of Gain). L'album si chiama D.E.V.O.L.U.T.I.O.N. proprio perché le prime lettere di ogni traccia, in ordine, formano la parola "Devolution".

## Tracce
1. Devolution – 5:29
2. Elevator to hell – 5:38
3. Vicious circle - The Seven Deadly Sins – 4:42
4. Offenders of the throne – 4:16
5. Last desperate scream – 3:59
6. Urge (The Greed of Gain) – 4:41
7. The violation of morality – 4:36
8. Inner indulgence – 4:46
9. Odyssey of frustration – 5:29
10. No one shall survive – 4:26

## Formazione
- Marcel "Schmier" Schirmer – basso, voce
- Mike Sifringer – chitarra
- Marc "Speedy" Reign – batteria